# Ignacio Solares
Ignacio Antonio Solares Bernal (Ciudad Juárez, Chihuahua, 15 de enero de 1945–Ciudad de México, 24 de agosto de 2023) fue un narrador, ensayista, articulista, dramaturgo, editor, académico y periodista cultural mexicano. Fue colaborador, jefe de redacción y director de algunos de las más importantes suplementos y revistas culturales en México. Se le reconoce por su aportación al género fantástico y como destacado exponente de la novela histórica. Por su creación literaria se hizo acreedor a distinciones como la beca de la John S. Guggenheim Foundation, el Premio Xavier Villaurrutia, el Premio Nacional de Literatura José Fuentes Mares, el Premio Mazatlán de Literatura y el Premio Nacional de Ciencias y Artes en Lingüística y Literatura. Fue doctor honoris causa por la Universidad Autónoma de Chihuahua y creador emérito del Sistema Nacional de Creadores de Arte. Como un reconocimiento a su trayectoria, se creó el Premio Nacional de Novela Histórica Ignacio Solares. Hasta 2022 publicó semanalmente la columna Minucias en el periódico El Universal.

## Estudios y actividad periodística y académica
Realizó estudios en el Instituto Regional de Chihuahua. Se trasladó a la Ciudad de México para ingresar a la Facultad de Filosofía y Letras de la Universidad Nacional Autónoma de México (UNAM). Ha sido docente en la Facultad de Ciencias Políticas y Sociales y en la Facultad de Filosofía y Letras de la UNAM. 
Fue colaborador de la revista Claudia; jefe de redacción de Revista de Revistas, bajo la dirección de Vicente Leñero; jefe de redacción de Plural bajo la dirección de Octavio Paz y director de Diorama de la Cultura del diario Excélsior de 1973 hasta la salida de Julio Scherer en 1976. Fue coeditor, junto con Gustavo Sainz, del Suplemento Cultural "La semana de Bellas Artes". Dirigió la edición mexicana de la revista literaria Quimera, la revista Hoy y La cultura en México, suplemento cultural de la revista Siempre!. En la UNAM fue director de Teatro y Danza  (1994-1997), director de Literatura (1997-2000), coordinador de Difusión Cultural de la UNAM (2000-2004) y, de 2004 a 2017, dirigió la Revista de la Universidad de México. Como articulista ha colaborado en diversas publicaciones de México y el extranjero.

## Obra literaria
Ignacio Solares fue uno de los escritores mexicanos más completos y reconocidos de su generación en México. Su obra, traducida al inglés, italiano y alemán, se caracteriza por un profundo interés en la espiritualidad en todas sus formas y manifestaciones, abreva de disciplinas como la filosofía, la historia, el psicoanálisis, el periodismo y, por supuesto, la literatura universal. Es autor de libros ya considerados clásicos en la literatura mexicana, entre ellos las novelas Anónimo (1979), Madero, el otro (1989), No hay tal lugar (Premio Mazatlán de Literatura 2003), La noche de Ángeles (Premio Diana-Novedades 1989), La invasión (2005, con prólogo de Carlos Fuentes) y El sitio (Premio Xavier Villaurrutia 1999). Otras de sus novelas son Columbus (1996), Nen, la inútil (Premio José Fuentes Mares 1996) y Un sueño de Bernardo Reyes (2013). Es también autor del volumen de crónicas Delirium tremens (1979) y de los libros de ensayos Imagen de Julio Cortázar (2002, con prólogo de Gabriel García Márquez), Cartas a una joven psicóloga (1999 y 2001 con prólogo de Jorge Bucay) y Cartas a un joven sin Dios (2008). Sus publicaciones más recientes son El juramento (2019) y Serafín (2021), novela breve basada en el cuento del mismo nombre publicado en 1985, así como el volumen Novelista de lo invisible (2023), escrito a cuatro manos con el también escritor, traductor, promotor cultural y divulgador de la ciencia José Gordon.  Ha escrito y montado numerosas obras de teatro, entre las que destacan El jefe máximo (1992), El gran elector (1993) y La moneda de oro: Jung y Freud. Su prolífica trayectoria en el periodismo cultural comenzó como reportero, y la sagacidad de sus entrevistas llamó la atención de Vicente Leñero, Octavio Paz y Julio Scherer, quienes le invitaron a trabajar en proyectos como Revista de revistas, Plural y Excélsior. A lo largo de casi cinco décadas como periodista cultural ha entrevistado a personajes tan distintos entre sí como Mario Vargas Llosa, Erich Fromm, Elizabeth Taylor, Octavio Paz, Nicolae Ceaușescu y Gabriel García Márquez. Una selección de estas entrevistas fue publicada en 2011 bajo el título Palabras reencontradas.

## Muerte
Ignacio Solares murió en el Hospital Médica Sur de la Ciudad de México a las 21:30 horas el 24 de agosto de 2023 a la edad de 78 años, por complicaciones de salud no especificadas.

## Obras publicadas
Entre algunas de sus obras se encuentran:
- El hombre habitado Serie Cuarta Dimensión, Editorial Samo, S.A., México (1975). Cuentos.
- Puerta del Cielo, Editorial Grijalbo, 1976, novela
- El problema es otro. Editorial Latitudes, 1978, teatro
- Delirium tremens. Compañía General de Ediciones 1979, Planeta 1992, Planeta (versión corregida y aumentada) 1999, Punto de lectura 2003. Reportaje novelado
- Anónimo, Compañía General de Ediciones 1979, Lecturas mexicanas, segunda serie, SEP 1986, FCE Colección "18 para 18" 2010.  Novela.
- El árbol del deseo. Compañía General de Ediciones 1980. Novela.
- La fórmula de la inmortalidad. Compañía General de Ediciones 1982. Novela
- Desenlace y El problema es otro. Universidad Autónoma del Estado de México. 1984. Teatro
- La noche de Ángeles, novela histórica sobre la vida de Felipe Ángeles, en 1991.
- Serafín, Editorial Diana 1985. Reeditada (versión corregida) por Ediciones Era 2021.
- Casas de encantamiento, Plaza y Valdez(INBA/SEP/DDF 1987. Novela
- Madero, el otro, novela histórica sobre la vida de Francisco I. Madero. Joaquín Mortiz 1989. Planeta/CONACULTA 2000, Punto de lectura, 2008
- De cuerpo entero. Ediciones Corunda/UNAM 1990. Ensayo autobiográfico.
- El jefe máximo. Serie La carpa. Textos de Difusión Cultural UNAM 1991
- El jefe máximo, novela histórica sobre la vida de Plutarco Elías Calles en 1992.
- El gran elector, Joaquín Mortiz 1993. Novela (sátira política presentada como novela y representada como obra teatral).
- Nen, la inútil, Alfaguara 1994. Novela
- Muérete y sabrás. Alfaguara 1995. Cuentos
- Columbus, Alfagura 1996. Novela histórica.
- Teatro histórico. Textos de Difusión Cultural UNAM 1997. Teatro
- Los mártires y otras historias. FCE 1997. Novelas cortas
- Los mártires y Serafín. Colección Biblioteca del ISSSTE 1998. Novelas cortas
- El sitio. Alfaguara 1998. Novela
- Cartas a una joven psicóloga, Alfagura 1999 y Alfaguara Argentina (prólogo de Jorge Bucay) 2001.  Ensayo
- La espía del aire, Alfaguara, 2001. Novela
- Imagen de Julio Cortázar. FCE/UNAM/Cátedra Julio Cortázar 2002. FCE Argentina (prólogo de Gabriel García Márquez) 2008
- No hay tal lugar, Alfaguara 2003.
- Tríptico de guerra. UNAM 2002. Teatro
- La invasión, Alfaguara 2005. Novela
- Luis Cernuda y la suprarealidad del deseo. Cátedra Luis Cernuda UNAM/Universidad de Sevilla (Grupo Santander) 2006. Ensayo
- La instrucción y otros cuentos. Alfaguara 2007. Cuentos
- Cartas a un joven sin Dios. Alfaguara 2008. Ensayo
- Ficciones de la Revolución Mexicana. Alfaguara 2009. Cuentos
- Palabras reencontradas. Colección Periodismo Cultural CONACULTA 2010 (Prólogo de Vicente Leñero). Entrevistas.
- Presencia de lo invisible. Alfaguara. Ensayos
- El Jefe Máximo, Alfaguara 2011. Novela
- La noche de Bernardo Reyes. Alfaguara. Novela
- El juramento, Alfaguara. Novela
- Novelista de lo invisible (en colaboración con José Gordon), Editorial Grijalbo. 2023

## Premios y distinciones
- Premio Magda Donato, en 1989 por su obra Casa de encantamiento.

- Premio Literario Internacional "Diana/Novedades", en 1991 por La noche de Ángeles.
- Premio Julio Bracho, en 1992 por El jefe máximo.
- Premio Sergio Magaña
- Premio Juan Ruiz de Alarcón por su obra teatral El gran elector.
- Premio Nacional de Periodismo de México en el área de Divulgación Cultural, en 1994.
- Premio Nacional de Literatura José Fuentes Mares, en 1996 por Nen, la inútil.
- Premio Xavier Villaurrutia, en 1998 por su novela El sitio.
- Premio Mazatlán de Literatura, en 2004.
- Reconocimiento Nacional de Periodismo Cultural Fernando Benítez, FIL Guadalajara, en 2008.
- Premio Nacional de Ciencias y Artes en el área de Lingüística y Literatura, en 2010 por el gobierno de México.
- Medalla de Bellas Artes en 2022